# Верша (река)
Верша — река в России, протекает в Пушкиногорском и Островском районах Псковской области. Устье реки находится в 8,3 км по правому берегу реки Синяя. Длина реки составляет 30 км, площадь водосборного бассейна 252 км².
Река вытекает из озера Велье (Пушкиногорский район), генерально течёт на север по заболоченной, малонаселённой местности. Впадает в Синюю рядом с деревней Хилово (Горайская волость, Островский район) в 8 км выше впадения самой Синей в Великую.

## Данные водного реестра
По данным государственного водного реестра России относится к Балтийскому бассейновому округу, водохозяйственный участок реки — Великая. Относится к речному бассейну реки Нарва (российская часть бассейна).
Код объекта в государственном водном реестре — 01030000112102000028571.